# 新部落主義
新部落主義，或稱現代部落主義，是一個社會學的概念，它假定：當代人類已發展成部落式的社會、而非大規模式的社會，也因此人類的社會網絡將形成獨特的「部落」。

## 社會學理論
法國社會學家米歇爾·馬費索利是第一個在學術領域中提出新部落主義的學者。馬費索利預測，當文化和現代主義的機構逐漸衰退，社會將接納懷舊之情，並在過去中尋找組織原則。因此，後現代時期正是新部落主義的時期。
其他像是美國政治科學家罗伯特·普特南的著作、一份在2006年於美國社會學評論由McPherson, Smith-Lovin和Brasiers所提出的研究，多多少少支持著一種較溫和的新部落主義論述。資料中指出，由於更頻繁的跨國人才移動、更長的通勤時間、和在媒體中缺乏對友誼和社群情感的強調，現代文明的社會結構已呈現一個普遍性的崩潰。
馬費索利的新部落主義亦被運用在社會學的身分認同理論中，例如Kevin Hetherington便援引馬費索利的新部落主義，提出一個強調情感和集體的當代社會裡的認同現象。